# Rubyvale
Rubyvale, est un village du centre du Queensland en Australie à 894 km au nord-est de Brisbane et à 61 km au nord-ouest d'Emerald sur la Clermont Road. Ce village est constitué de 640 habitants en 2016.
Rubyvale était l'une des trois villes de la localité de The Gemfields (les autres étant Sapphire et Anakie) jusqu'au 17 avril 2020, date à laquelle le gouvernement du Queensland a décidé de remplacer The Gemfields par trois nouvelles localités (Rubyvale, Sapphire Central et Anakie Siding) basées autour de chacune des trois villes. Les limites d'Argyll ont également été modifiées pour tenir compte de l'introduction de la localité de Rubyvale d'une superficie de 337,1 kilomètres carrés.

## Géographie
La ville est située près de la limite sud-est de la localité. La ville est à environ 61 kilomètres à l'ouest d'Emerald. Les saphirs sont beaucoup exploités dans la région.

## Histoire
La ville tire son nom des gisements d'émeraudes et d'autres pierres précieuses de la région et du domaine pastoral Emerald Downs, un nom choisi vers 1860 par le pasteur Peter Fitzallan Macdonald. On ne sait pas si des émeraudes ont été trouvées dans ou autour d'Emerald.

## Référence
- Statistiques sur Rubyvale